# دانيال باريرا باريرا
دانيال باريرا باريرا (بالإسبانية: Daniel Barrera Barrera)‏ هو مهرب مخدرات كولومبي، ولد في 1968 في Bolívar, Santander ‏ في كولومبيا.